# 46 Batalion Ochrony Pogranicza
Samodzielny Batalion Ochrony Pogranicza nr 46 – samodzielny pododdział Wojsk Ochrony Pogranicza.

## Formowanie i zmiany organizacyjne
Na podstawie rozkazu MON nr 055/org. z 20 marca 1948, na bazie Szczecińskiego Oddziału WOP nr 3, sformowano 8 Brygadę Ochrony Pogranicza, a 15 komendę odcinka WOP z bałtyckiego Oddziału WOP nr 4 przemianowano na batalion Ochrony Pogranicza nr 46 i podporządkowano 8 Brygadzie.
Rozkazem Ministra Obrony Narodowej nr 205/Org. z 4 grudnia 1948, z dniem 1 stycznia 1949, Wojska Ochrony Pogranicza podporządkowano Ministerstwu Bezpieczeństwa Publicznego. Zaopatrzenie batalionu przejęła Komenda Wojewódzka Milicji Obywatelskiej.
Z dniem 1 stycznia 1950, na podstawie rozkazu MBP nr 043/org z 3 czerwca 1950, na bazie 8 Brygady Ochrony Pogranicza, sformowano 12 Brygadę Wojsk Ochrony Pogranicza, a 46 batalion Ochrony Pogranicza przemianowano na 125 batalion WOP.

## Struktura organizacyjna
- dowództwo, sztab i pododdziały przysztabowe - Międzyzdroje[6] 
  - strażnica nr 71 – Karsibór
  - strażnica nr 72 – Świnoujście
  - strażnica nr 73 – Przytor
  - strażnica nr 74 – Wydrzany
  - strażnica nr 75 – Międzyzdroje.

## Dowódcy batalionu
- Bolesław Bonczar (30.07.1950–19.11.1950).